# Марісса Маєр (письменниця)
Марісса Маєр (англ. Marissa Meyer; нар. 19 лютого 1984, Такома, Вашингтон, США) — американська письменниця. Велика частина її творчого доробку складається з переказів казок. Найбільш знана серією «Місячні хроніки», яка містить її дебютний роман 2012 року «Сіндер. Хроніки Місяця».

## Ранні роки й освіта
Народилася у Такомі, штат Вашингтон. Навчалася у Тихоокеанському лютеранському університеті, де здобула ступінь бакалавра творчого письма та дитячої літератури. Пізніше здобула ступінь магістра з видавничої справи в Університет Пейса. У дитинстві Маєр дуже любила казки, а одним із її улюблених серіалів був «Сейлор Мун», ці захоплення вплинули на створення «Сіндер». Маєр зазначала, що її любов до супергероїв допомогла створити «Renegades». В інтерв'ю «Лос-Анджелес Таймс» авторка розповіла, що спробувала створити свій перший роман у 16 років.

## Кар'єра

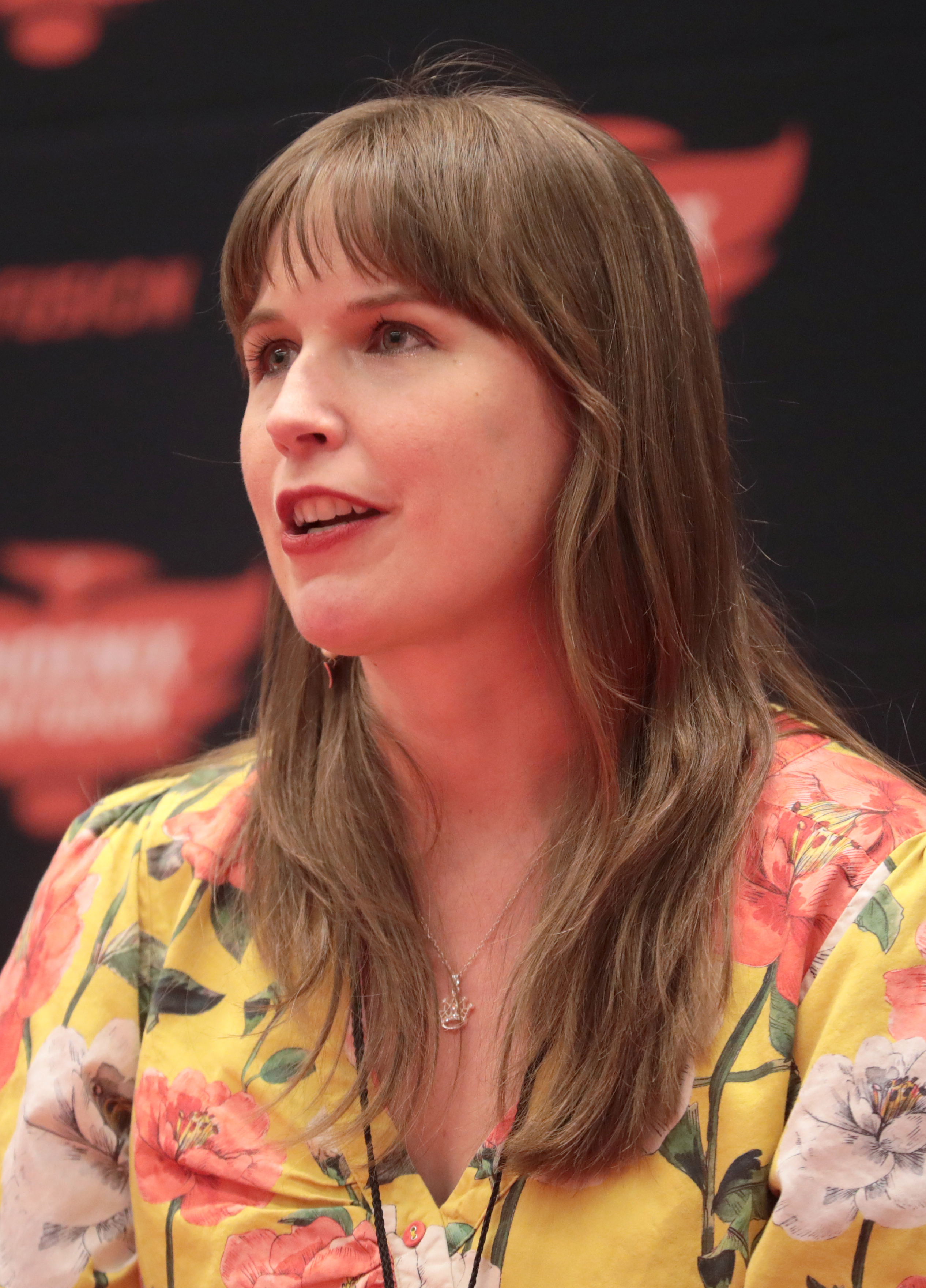
Маєр на Phoenix Fan Fusion, 2022

Перед тим, як написати «Сіндер», Маєр протягом 10 років писала фанфіки про «Сейлор Мун» під псевдонімом Алісія Блейд. Під псевдонімом вона також написала повість «Привид Лінширського маєтку». В інтерв'ю «Ньюс-тріб'юн» вона сказала, що написання фанфіків допомогло опанувати письменницьке ремесло, дало миттєвий зворотний зв'язок і навчило сприймати критику. Після закінчення коледжу та до написання дебютного роману Маєр працювала редакторкою книжок, позаштатною набірницею і коректоркою.
За словами авторки, на написання «Сіндер» її надихнула участь у конкурсі «Національний місячник написання книги» у 2008 році, тоді вона стала авторкою історії, зосередженої на футуристичній версії «Кота у чоботях». Ідея виникла уві сні, у якому Попелюшка була кіборгом, а на балу замість черевика злетіла її нога. Маєр підписала контракт з агенткою Джилл Грінберг, з якою досі співпрацює. «Хроніки Місяця» — це тетралогія, яка складається з книг, заснованих на історіях про Попелюшку, Червону шапочку, Рапунцель і Білосніжку. Перша частина, «Сіндер», стала бестселером «Нью-Йорк таймс». Станом на 2015 рік серія була продана тиражем понад 651 000 примірників. Права на серіал були передані Locksmith Animation для фільму у 2022 році. Українською мовою «Хроніки Місяця» вийшли друком у видавництві «Ранок» у перекладі Тетяни Євлоєвої.
У 2013 році Маєр отримала контракт на написання двох книг для молоді від Feiwel & Friends з Чирвовою Королевою з «Аліси у Дивокраї». Однак пізніше вона стала окремою книгою «Heartless», яка вийшла восени 2016 року. Студенти з Юти адаптували роман у мюзикл, який авторка відвідала у 2021 році.
«Паблішерс віклі» анонсувала вихід серії про супергероїв. Згодом вийшов друком перший роман «Renegades» однойменної трилогії. Її надихнуло неправильне прочитання знаку та вплинула любов до супергероїв у дитинстві. Роман вийшов друком у листопаді 2017 року та посів друге місце у списку бестселерів «Нью-Йорк таймс» за листопад 2017.
У 2020 році вона випустила романтичну комедію «Instant Karma», яку HBO Max обрала для телевізійних показів у лютому 2021 року. «With a Little Luck», дія майбутнього релізу відбувається у тому ж світі, що й у «Instant Karma».
У листопаді 2021 року вийшов друком перший роман дилогії «Gilded», заснований на історії Румпельштільцхена. За перший тиждень було продано 9000 примірників. Друга книга серії, «Cursed», вийшла у листопаді 2022 року.
З 2020 року авторка веде подкаст «The Happy Writer with Marissa Meyer», у якому бере інтерв'ю в авторів про їхній доробок.

## Особисте життя
Маєр одружена з Джессі Тейлором. У 2015 році пара удочерила близнючок Слоан і Делані. Сім'я живе у Такомі, штат Вашингтон, де виросла Маєр. Тейлор — тесляр, він побудував для дружини у дворі письменницьку студію у казковому стилі з полицями для книжок від підлоги до стелі.

### «Хроніки Місяця»
- Марісса Маєр. Сіндер. Хроніки Місяця = Cinder. — Ранок, 2021. — 352 с. — ISBN 9786170971012.
- Марісса Маєр. Скарлет. Хроніки Місяця = Scarlet. — Ранок, 2022. — 416 с. — ISBN 9786170978998.
- Марісса Маєр. Кресс. Хроніки Місяця = Cress. — Ранок, 2023. — 512 с. — ISBN 9786170982827.
- Марісса Маєр. Вінтер. Хроніки Місяця = Winter. — Ранок, 2023. — 784 с. — ISBN 9786170984425.

#### Пов'язані твори
- Fairest (2015) — приквел
- Stars Above (2016) — антологія
- Wires and Nerve, Volume 1 (2017) — графічний роман, проілюстрований Дугласом Голгейтом
- Wires and Nerve, Volume 2: Gone Rogue (2018) — графічний роман, проілюстрований Стівеном Гілпіном
- Cinder's Adventure: Get Me to the Wedding! (2022) — інтерактивна електронна книга
- Розмальовка «Хроніки Місяця»

### Трилогія «Renegades»
- Renegades (2017)
- Archenemies (2018)
- Supernova (2019)

### Окремі романи
- Heartless (2016)
- Instant Karma (2020)
- With a Little Luck (2024)

### Серія «Gilded»
- Gilded (2021)
- Cursed (2022)

### Оповідання
- «Gold in the Roots of the Grass» in A Tyranny of Petticoats, edited by Jessica Spotswood (2016)
- «The Sea Witch» in Because You Love to Hate Me: 13 Tales of Villainy, edited by Amerie (2017)
- The Phantom of Linkshire Manor (2021)

### Редагування
- Serendipity: Ten Romantic Works, Transformed (2022)